# Гёр, Якуп
Якуп Гёр (тур. Yakup Gör, р.10 ноября 1988) — турецкий борец вольного стиля, призёр чемпионатов мира, Европы и Европейских игр.

## Биография
Родился в 1988 году в Эрзуруме. В 2010 году завоевал бронзовую медаль Средиземноморских игр. В 2011 году завоевал серебряную медаль мемориального турнира Яшара Догу в Стамбуле. В 2013 году завоевал золотые медали мемориала Яшара Догу и кубка мира, и серебряную медаль чемпионата Европы. В 2014 году стал бронзовым призёром чемпионата Европы и серебряным призёром чемпионата мира.